# Deen Castronovo
Deen J. Castronovo (Westminster - Califórnia, 17 de agosto de 1964) é um baterista e percussionista estadunidense. Em atividade desde 1982, ele é sempre lembrado e associado a grupos como "Dr. Mastermind", Revolution Saints "Wild Dogs" , "Cacophony", "Bad English" , "Hardline", "Ozzy Osbourne", "Steve Vai"', mas principalmente ao famoso grupo "Journey", no qual entrou no lugar de Steve Smith em 1998 deixando a banda em 2015 dando lugar novamente para Steve Smith
Deen se enquadra em diversos gêneros do rock, como hard e pop rock, heavy metal, metal neo-clássico, speed metal e rock instrumental. Músico e compositor, Deen também canta, além de tocar os tambores.
Em 2015, Deen apareceu na 12a posição da lista 60 Pesos Pesados da Bateria elaborada pela revista Roadie Crew.

## Problemas com a Polícia
Em 2012, Deen se envolveu com a polícia quando foi detido por agredir a namorada.
Castronovo foi preso no dia 14 de junho de 2015, mas foi solto após pagar uma fiança. Duas semanas depois, ele foi detido novamente, após enviar 122 mensagens de texto à vítima e fazer 35 ligações, apesar da ordem para não contatá-la. Por conta disso, no dia 12 de outubro de 2015, ele foi condenado a quatro anos de liberdade condicional, após declarar-se culpado das acusações de "ameaças, agressão, tentativa de estupro e porte ilegal de armas, além de desobedecer ordens judiciais pré-estabelecidas".

## Discografia
| Wild Dogs - Wild Dogs (1983) - Man's Best Friend (1984) - Reign Of Terror (1987) Dr. Mastermind - Dr. Mastermind (1986) Tony MacAlpine - Maximum Security (1987) - Premonition (1994) Cacophony - Go Off! (1988) Marty Friedman - Dragon's Kiss (1988) Bad English - Bad English (1989) - Backlash (1991) Joey Tafolla - Infra-blue (1990) Matthew Ward - Fortress (1990) Hardline - Double Eclipse (1992) Ozzy Osbourne - Ozzmosis (1995) Steve Vai - Alien Love Secrets (1995) - Fire Garden (1996) G/Z/R - Plastic Planet (1995) - Black Science (1997) | Social Distortion - White Light, White Heat, White Trash (1996) Rush tribute - Working Man – A Tribute to Rush (1996) James Murphy - Convergence (1996) - Feeding the Machine (1999) Hole - Celebrity Skin (1998) (uncredited) Vasco Rossi - Tracks (2002) - Tracks 2 (2009) Journey - Arrival (2001) - Red 13 (2002) - Generations (2005) - Revelation (2008) - Eclipse (2011) The Hitmaker - Don't Stop Believin' (featuring Deen Castronovo) (2006) Soul Sirkus - World Play Paul Rodgers - The Hendrix Set Revolution Saints - Revolution Saints Fear Factory - Genexus (2015) Jonathan Cain - "What God Wants to Hear" (2016) Wednesday 13 - "Condolences" (2017) (Guest appearance on "Cruel to You") |